# پلنیکه ایسایا
پلنیکه ایسایا (انگلیسی: Pelenike Isaia؛ زادهٔ ۱ ژانویهٔ ۱۹۵۳) سیاست‌مدار زن اهل تووالو است که از تاریخ ۲۳ سپتامبر ۲۰۱۱ تاریخ ۲ اوت ۲۰۱۳ در کابینه ویلی تلاوی سمت وزارت امور داخلی را برعهده داشت. وی پیشتر از تاریخ ۲۴ اوت ۲۰۱۱ تا تاریخ ۳۱ مارس ۲۰۱۵ عضو مجلس تووالو بود.